# Vluchtveld
In het schaakspel is een vluchtveld een veilig veld dat beschikbaar is voor de koning of dat beschikbaar is voor een ander stuk. De term wordt vooral gebruikt als de koning of het betreffende stuk weinig of geen vluchtvelden meer heeft.
Voor de koning is een vluchtveld erg belangrijk omdat een stapje opzij gaan een van de manieren is om schaak op te heffen.
Ook ander materiaal kan worden veroverd door eerst de vluchtvelden te beheersen en daarna het betreffende stuk aan te vallen.